# Lista odcinków serialu anime InuYasha
Poniższa lista jest spisem odcinków serialu anime InuYasha. Wyprodukowano 167 odcinków, które miały premierę w Yomiuri TV pomiędzy 16 października 2000 a 13 września 2004. Druga seria, stanowiąca zakończenie serii została zatytułowana Inuyasha: Kanketsu-hen.
| #   | Tytuł | Premiera w Japonii   |
| --- | --- | -------------------- |
| 1   | The Girl Who Overcame Time... and the Boy Who Was Just Overcome Jidai o Koeta Shōjo to Fūinsareta Shōnen (時代を越えた少女と封印された少年)                                             | 16 października 2000 |
| 2   | Seekers of the Sacred Jewel Shikon no Tama o Nerau Monotachi (四魂の玉を狙う者たち) | 23 października 2000 |
| 3   | Down the Rabbit Hole and Back Again Honekui no Ido kara Tadaima! (骨喰いの井戸からただいまっ！)                                                                                         | 30 października 2000 |
| 4   | Yura of the Demon-Hair Sakasagami no Yōma Yūra (逆髪の妖魔 結羅) | 6 listopada 2000     |
| 5   | Aristocratic Assassin, Sesshomaru Senritsu no Kikōshi Sesshōmaru (戦慄の貴公子 殺生丸)                                                                                                  | 13 listopada 2000    |
| 6   | Tetsusaiga, the Phantom Sword Bukimi na Yōtō Tessaiga (不気味な妖刀 鉄砕牙) | 20 listopada 2000    |
| 7   | Showdown! InuYasha vs. Sesshomaru Gekitaiketsu! Sesshōmaru tai Tessaiga! (激対決！ 殺生丸ＶＳ鉄砕牙!!)                                                                                  | 27 listopada 2000    |
| 8   | The Toad Who Would Be Prince Tono Yōkai Tsukumo no Gama (殿様妖怪 九十九の蝦蟇) | 4 grudnia 2000       |
| 9   | Enter Shippo... Plus, The Amazing Thunder Brothers Shippō Tōjō! Raijū Kyōdai Manten Hiten (七宝登場！ 雷獣兄弟 飛天満天!!)                                                              | 11 grudnia 2000      |
| 10  | Phantom Showdown: The Thunder Brothers vs. Tetsusaiga Yōtō Gekitotsu! Raigekijin tai Tessaiga (妖刀激突！ 雷撃刃ＶＳ鉄砕牙!!)                                                           | 18 grudnia 2000      |
| 11  | Terror of the Ancient Noh Mask Gendai ni Yomigaeru Noroi no Nōmen (現代によみがえる呪いの能面)                                                                                          | 15 stycznia 2001     |
| 12  | The Soul Piper and the Mischievous Little Soul Tatari Mokke to Chiisana Akuryō (タタリモッケと小さな悪霊)                                                                               | 22 stycznia 2001     |
| 13  | The Mystery of the New Moon and the Black-haired InuYasha Shingetsu no Nazo! Kurogami no Inuyasha (新月の謎 黒髪の犬夜叉)                                                               | 29 stycznia 2001     |
| 14  | Kikyo’s Stolen Ashes Nusumareta Kikyō no Reikotsu" (盗まれた桔梗の霊骨) | 5 lutego 2001        |
| 15  | Return of the Tragic Priestess, Kikyo Hiun no Miko Kikyō Fukkatsu (悲運の巫女 桔梗復活)                                                                                                 | 12 lutego 2001       |
| 16  | Mystical Hand of the Amorous Monk, Miroku Migi Te ni Kazaana Furyō Hōshi Miroku (右手に風穴 不良法師 弥勒)                                                                              | 19 lutego 2001       |
| 17  | Cursed Ink of the Hell-Painter Jigoku Eshi no Kegareta Sumi (地獄絵師の汚れた墨) | 26 lutego 2001       |
| 18  | Naraku and Sesshomaru Join Forces Te o Kunda Naraku to Sesshōmaru (手を組んだ奈落と殺生丸)                                                                                              | 5 marca 2001         |
| 19  | Go Home To Your Own Time, Kagome! Kaere, Kagome! Omae no Jidai ni (帰れ、かごめ！ お前の時代に)                                                                                         | 12 marca 2001        |
| 20  | Despicable Villain! The Mystery of Onigumo! Asamashiki Yatō, Onigumo no Nazo (あさましき野盗 鬼蜘蛛の謎)                                                                                | 19 marca 2001        |
| 21  | Naraku’s True Identity Unveiled Naraku no Shinjitsu ni Semaru Kikyō no Tamashii Zenpen (奈落の真実に迫る桔梗の魂 前編)                                                                  | 9 kwietnia 2001      |
| 22  | A Wicked Smile; Kikyo’s Wandering Soul Naraku no Shinjitsu ni Semaru Kikyō no Tamashii Kōhen (奈落の真実に迫る桔梗の魂 後編)                                                            | 9 kwietnia 2001      |
| 23  | Kagome’s Voice and Kikyo’s Kiss Kagome no Koe to Kikyō no Kuchizuke (かごめの声と桔梗の口づけ)                                                                                          | 16 kwietnia 2001     |
| 24  | Enter Sango the Demon Slayer! Yōkaitaijiya, Sango Tōjō! (妖怪退治屋 珊瑚登場！) | 23 kwietnia 2001     |
| 25  | Naraku’s Insidious Plot Naraku no Bōryaku o Uchi Yabure! (奈落の謀略をうち破れ！) | 7 maja 2001          |
| 26  | The Secret of the Jewel of Four Souls Revealed Tsui ni Akasareta Shikon no Himitsu (ついに明かされた四魂の秘密)                                                                         | 14 maja 2001         |
| 27  | The Lake of the Evil Water God Suijin ga Shihaisuru Yami no Mizūmi (水神が支配する闇の湖)                                                                                               | 21 maja 2001         |
| 28  | Miroku Falls Into a Dangerous Trap Kakokuna Wana ni Kakatta Miroku (過酷な罠にかかった弥勒)                                                                                             | 28 maja 2001         |
| 29  | Sango’s Suffering and Kohaku’s Life Sango no Kunō to Kohaku no Inochi (珊瑚の苦悩と琥珀の命)                                                                                            | 4 czerwca 2001       |
| 30  | Tetsusaiga Is Stolen! Showdown At Naraku’s Castle! Nusumareta Tetsusaiga Taiketsu Naraku no Shiro! (盗まれた鉄砕牙 対決 奈落の城！)                                                     | 11 czerwca 2001      |
| 31  | Jinenji, Kind Yet Sad Kokoroyasashiki Aishū no Jinenji (心優しき哀愁の地念児) | 18 czerwca 2001      |
| 32  | Kikyo and InuYasha, Into the Miasma Jaki ni Ochita Kikyō to Inuyasha (邪気に落ちた桔梗と犬夜叉)                                                                                         | 25 czerwca 2001      |
| 33  | Kikyo, Captured by Naraku Torawareta Kikyō to Naraku (囚われた桔梗と奈落) | 2 lipca 2001         |
| 34  | Tetsusaiga and Tenseiga Tenseiga to Tetsusaiga (天生牙と鉄砕牙) | 9 lipca 2001         |
| 35  | The True Owner of the Great Sword Meitō ga Erabu Shin no Tsukai Te (名刀が選ぶ真の使い手)                                                                                               | 16 lipca 2001        |
| 36  | Kagome Kidnapped by Koga, the Wolf-Demon Kagome Ryakudatsu! Chōsoku no Yōrō Kōga! (かごめ略奪！ 超速の妖狼 鋼牙)                                                                        | 23 lipca 2001        |
| 37  | The Man Who Fell In Love With Kagome Kagome ni Horeta Aitsu (かごめに惚れたあいつ) | 30 lipca 2001        |
| 38  | Two Hearts, One Mind Hanarete Kayou Futari no Kimochi (はなれて通うふたりの気持ち) | 6 sierpnia 2001      |
| 39  | Trapped In A Duel To The Death Shikumareta Shitō (仕組まれた死闘) | 13 sierpnia 2001     |
| 40  | The Deadly Trap of Kagura the Wind Sorceress Kazetsukai Kagura no Youennaru Wana (風使い神楽の妖艶なる罠)                                                                               | 20 sierpnia 2001     |
| 41  | Kagura’s Dance and Kanna’s Mirror Kagura no Mai to Kanna no Kagami (神楽の舞と神無の鏡)                                                                                                 | 27 sierpnia 2001     |
| 42  | The Wind Scar Fails Yaburareta Kaze no Kizu (破られた風の傷) | 3 września 2001      |
| 43  | Tetsusaiga Breaks Tsuini Oreta Tetsusaiga! (ついに折れた鉄砕牙！) | 10 września 2001     |
| 44  | Kaijinbo’s Evil Sword Kaijinbō no Jaakuna Tsurugi (灰刃坊の邪悪な剣) | 17 września 2001     |
| 45  | Sesshomaru Wields Tokijin Sesshōmaru, Tōkijin o Furū (殺生丸、闘鬼神を振るう) | 8 października 2001  |
| 46  | Juromaru and Kageromaru Jūrōmaru to Kagerōmaru (獣郎丸と影郎丸) | 15 października 2001 |
| 47  | Onigumo’s Heart Still Beats Within Naraku Naraku ni Nokoru Onigumo no kokoro (奈落に残る鬼蜘蛛の心)                                                                                     | 22 października 2001 |
| 48  | Return to the Place Where We First Met Deatta Basho ni Kaeritai! (出会った場所に帰りたい!)                                                                                              | 29 października 2001 |
| 49  | Kohaku’s Lost Memory Ushinawareta Kohaku no Kioku (失われた琥珀の記憶) | 5 listopada 2001     |
| 50  | That Unforgettable Face Ano Kao ga Kokoro kara Kienai (あの顔が心から消えない) | 12 listopada 2001    |
| 51  | InuYasha’s Soul, Devoured Kokoro wo kuwa re ta Inuyasha (心を喰われた犬夜叉) | 19 listopada 2001    |
| 52  | The Demon’s True Nature Tomerareni! Yōkai no Hounsho (止められない！ 妖怪の本性) | 26 listopada 2001    |
| 53  | Father’s Old Enemy: Ryukotsusei Chichi no Shukuteki - Ryūkotsusei (父の宿敵 竜骨精) | 3 grudnia 2001       |
| 54  | The Backlash Wave: Tetsusaiga’s Ultimate Technique Tetsusaiga no Ougi Bakuryū (鉄砕牙の奥義 爆流破)                                                                                     | 10 grudnia 2001      |
| 55  | The Stone Flower and Shippo’s First Love Ishi no Hana to Shippō no Hatsukoi (石の花と七宝の初恋)                                                                                        | 17 grudnia 2001      |
| 56  | Temptress in the Mist Kiri no Oku ni Bijo no Yuuwaku (霧の奥に美女の誘惑) | 14 stycznia 2002     |
| 57  | Fateful Night in Togenkyo część I Subete wa Tōgenkyō no Yoru ni (Zenben) (すべては桃源郷の夜に 前編)                                                                                    | 21 stycznia 2002     |
| 58  | Fateful Night in Togenkyo część II Subete wa Tōgenkyō no Yoru ni (kōhen) (すべては桃源郷の夜に 後編)                                                                                    | 28 stycznia 2002     |
| 59  | The Beautiful Sister Apprentices Bishōjo shimai no deshiiri shigan (美少女姉妹の弟子入り志願)                                                                                           | 4 lutego 2002        |
| 60  | The 50 Year-Old Curse of the Dark Priestess Kuro Miko Gojūnnen no Noroi (黒巫女 五十年の呪い)                                                                                           | 11 lutego 2002       |
| 61  | Kikyo and the Dark Priestess Arawareta Kikyō Shikigami Tsukai (現れた桔梗と式神使い) | 18 lutego 2002       |
| 62  | Tsubaki’s Unrelenting Evil Spell Sokoshirene Tsubaki no Jubaku (底知れぬ椿の呪縛) | 4 marca 2002         |
| 63  | The Red and White Priestesses Ikute mo Habama Kōhaku Miko (行く手を阻む紅白巫女) | 11 marca 2002        |
| 64  | Giant Ogre of the Forbidden Tower Tahōtō no Kyodaina Oni (多宝塔の巨大な鬼) | 18 marca 2002        |
| 65  | Farewell, Days of My Youth Saraba Seishun no Hibi (さらば青春の日々) | 8 kwietnia 2002      |
| 66  | Naraku’s Barrier – Kagura’s Decision Naraku no Kekkai Kagura no Kesshin (奈落の結界 神楽の決心)                                                                                         | 15 kwietnia 2002     |
| 67  | The Howling Wind of Betrayal Fukiareru Uragiri no Kaze (吹き荒れる裏切りの風) | 22 kwietnia 2002     |
| 68  | Shippo Receives an Angry Challenge Shippō e Ikari no Chosenjō (七宝へ怒りの挑戦状) | 6 maja 2002          |
| 69  | Terror of the Faceless Man Kao no Nai Otoko no Kyōfu (顔のない男の恐怖) | 13 maja 2002         |
| 70  | Onigumo’s Memories Restored Yomigaetta Onigumo no Kioku (よみがえった鬼蜘蛛の記憶) | 20 maja 2002         |
| 71  | Three-Sided Battle to the Death Mitsudomoe no Shitō no Hate (三つ巴の死闘の果て) | 27 maja 2002         |
| 72  | Totosai’s Rigid Training Toutousai no Kimyouna Shiren (刀々斎の珍妙な試練) | 3 czerwca 2002       |
| 73  | Shiori’s Family and InuYasha’s Feelings Shiori Ayako to Aitsu no Kimochi (紫織母子とアイツの気持ち)                                                                                     | 10 czerwca 2002      |
| 74  | The Red Tetsusaiga Breaks the Barrier Kekkai Yaburu Akai Tetsusaiga (結界破る赤い鉄砕牙)                                                                                                | 17 czerwca 2002      |
| 75  | The Plot of the Panther Devas Hyōneko Shitennō no Inobu (豹猫四天王の陰謀) | 24 czerwca 2002      |
| 76  | Target: Sesshomaru and InuYasha Tāgetto wa Sesshōmaru to InuYasha (標的（ターゲット）は殺生丸と犬夜叉！)                                                                                | 1 lipca 2002         |
| 77  | The Panther Tribe and the Two Swords of the Fang Hyōnekogoku to Futatsu on Kiba no Ken (豹猫族とふたつの牙の剣)                                                                         | 8 lipca 2002         |
| 78  | Only You, Sango Sango Mezashite, Onrī Yū (珊瑚目指してオンリーユー) | 15 lipca 2002        |
| 79  | Jaken’s Plan to Steal Tetsusaiga Jaken no Tetsusaigabun Torisakusen (邪見の鉄砕牙ブン取り作戦)                                                                                          | 22 lipca 2002        |
| 80  | Sesshomaru and the Abducted Rin Sesshōmaru to Sarawareta Rin (殺生丸とさらわれたりん)                                                                                                   | 29 lipca 2002        |
| 81  | Vanishing Point: Naraku Disappears Broken, The Whereabouts of Naraku // Tachikireru Naraku no Yukue (断ち切れる奈落の行方)                                                              | 5 sierpnia 2002      |
| 82  | Gap Between the Ages The Interval between Present Day and the Warring Age // Gendai to Sengoku no Hazama (現代と戦国のはざま)                                                           | 12 sierpnia 2002     |
| 83  | The Female Wolf Demon and the Lunar Rainbow Promise The Female Yōrōzoku and the Rainbow Moon Promise // On’na Yōrōzoku to Gekkō no Yakusoku (女妖狼族と月虹の約束)                      | 19 sierpnia 2002     |
| 84  | Koga’s Bride-to-Be The Super-Fast Bridal Candidate // Chōsoku no Hanayome Kōho (超速の花嫁候補)                                                                                         | 26 sierpnia 2002     |
| 85  | The Evil Within Demon’s Head Castle Maliciousness Rising! The Oni Head’s Castle // Jaki ga Michiru Oni no Kubi Jō (邪気が満ちる鬼の首城)                                                | 2 września 2002      |
| 86  | Secret of the Possessed Princess Secret of the Possessed Princess // Yorishiro no Hime no Himitsu (依り代の姫の秘密)                                                                    | 9 września 2002      |
| 87  | Kikyo’s Lonely Journey Meguru Kikyō no Kodokuna Tabiji (めぐる桔梗の孤独な旅路) | 16 września 2002     |
| 88  | Three Sprites of the Monkey God Sarugamisama no San Seirei (猿神さまの三精霊) | 14 października 2002 |
| 89  | Nursing Battle of the Rival Lovers Aitsu to Kare Omimai Taiketsu (アイツと彼のお見舞い対決)                                                                                             | 21 października 2002 |
| 90  | Sota’s Brave Confession of Love Omoikitta Sōta no Kokohaku (思いきった草太の告白) | 28 października 2002 |
| 91  | The Suspicious Faith Healer and the Black Kirara Ayashii Kitōshi to Kuroi Kirara (怪しい祈祷師と黒い雲母)                                                                               | 4 listopada 2002     |
| 92  | Plot of the Walking Dead Fukkatsu Shita Monotachi no Yabou (復活した者たちの野望) | 18 listopada 2002    |
| 93  | The Mysterious, Lecherous Monk Shutsubotsu suru Nazo no Sukebei Houshi (出没する謎の助平法師)                                                                                           | 25 listopada 2002    |
| 94  | The Sacred Jewel Maker część I Shikon no Tama o Tsukuru Mono (Zenben) (四魂の玉を造る者 前編)                                                                                           | 2 grudnia 2002       |
| 95  | The Sacred Jewel Maker część II Shikon no Tama o Tsukuru Mono (Kōhen) (四魂の玉を造る者 後編)                                                                                           | 9 grudnia 2002       |
| 96  | Jaken Falls Ill Byōki ni natta ano Jaken (病気になったあの邪見) | 13 stycznia 2003     |
| 97  | Kirara, Come Home! Kaette konai Kirara (帰ってこない雲母) | 20 stycznia 2003     |
| 98  | Kikyo and Kagome: Alone in a Cave Dokutsu ni wa Kikyo to Kagome no Futari Dake (洞窟には桔梗とかごめの二人だけ)                                                                         | 27 stycznia 2003     |
| 99  | Koga and Sesshomaru, A Dangerous Encounter Sesshōmaru to Kōga Kiken Sōgū (鋼牙と殺生丸 危険な遭遇)                                                                                      | 3 lutego 2003        |
| 100 | Truth Behind the Nightmare: Battle in the Forest of Sorrow Akumu no Shinjitsu Nageki no Muri no Tatakai (悪夢の真実 嘆きの森の戦い)                                                     | 10 lutego 2003       |
| 101 | The Snow from Seven Years Past Are Kara Shichinen me no Nagori Yuki (あれから七年目のなごり雪)                                                                                          | 17 lutego 2003       |
| 102 | Assault on the Wolf-Demon Tribe The Yōrōzoku Attacked by the Dead // Bōrei ni Ozowareta Yōrōzoku (亡霊に襲われた妖狼族)                                                                 | 24 lutego 2003       |
| 103 | The Band of Seven, Resurrected The Shichinintai, Resurrected // Yomigaetta Shichinintai (よみがえった七人隊)                                                                            | 3 marca 2003         |
| 104 | The Stealthy Poison User, Mukotsu The Stealthy Poison User, Mukotsu // Shinobiyoru Doku Tsukai Mukotsu (しのびよる毒使い 霧骨)                                                          | 10 marca 2003        |
| 105 | The Ghastly Steel Machine Heavy Equipment made of Ghastly Steel // Bukimi na Hagane no Jūsōbi (不気味な鋼の重装備)                                                                      | 17 marca 2003        |
| 106 | Kagome, Miroku, and Sango: A Desperate Situation Kagome, Miroku, and Sango: A Desperate Situation // Kagome, Miroku, Sango, Zettai Zetsumei (かごめ、弥勒、珊瑚、絶体絶命)              | 14 kwietnia 2003     |
| 107 | InuYasha shows his tears for the first time Shown For the First Time; Inuyasha’s Tears // Hajimete Miseru Inuyasha no Namida (初めてみせる犬夜叉の涙)                                   | 21 kwietnia 2003     |
| 108 | The Secret of the Pure Aura Kegarenaki Hikari no Himitsu (The Secret of the Pure Light // けがれなき光の秘密)                                                                           | 28 kwietnia 2003     |
| 109 | Hidden in the Mist: Onward to Mt. Hakurei Hidden in the Mist: Onward to Mt. Hakurei // Kiri ni Kakureta Hakureizan e Mukae (霧に隠れた白霊山へ向かえ)                                   | 5 maja 2003          |
| 110 | Enter Bankotsu, The Leader of the Band of Seven Enter Bankotsu, The Leader of the Shichinintai // Shichinintai no Shuryō Bankotsu Tōjō (七人隊の首領 蛮骨登場)                          | 12 maja 2003         |
| 111 | The Big Clash: Banryu vs Wind Scar! Clash! Banryū vs Kaze no Kizu! // Geikitotsu! Banryū vs Kaze no Kizu! (激突！ 蛮竜VS風の傷！)                                                       | 19 maja 2003         |
| 112 | Afloat on the Lake Surface: The Barrier of Hijiri Island Afloat on the Lake Surface: The Barrier of Hijiri Island // Komen ni Ukabu Hijiri Jima Kekkai (湖面に浮かぶ聖島の結界)         | 26 maja 2003         |
| 113 | The Sacred Vajra and the Mystery of the Living Buddha The Sacred Vajra and the Mystery of the Living Buddha // Sei naru Dokko to Sokushinbutsu no Nazo (聖なる独鈷と即身仏の謎)         | 2 czerwca 2003       |
| 114 | Koga’s Solitary Battle Kōga’s Solitary Battle // Kōga no Kokō naru Tatakai (鋼牙の孤高なる戦い)                                                                                         | 9 czerwca 2003       |
| 115 | Lured by the Black Light Lured by the Black Light // Suikomareru Kuroi Hikari (吸い込まれる黒い光)                                                                                      | 16 czerwca 2003      |
| 116 | The Exposed Face of Truth The Exposed Face of Truth // Sarakedasareta Shinjitsu no Kao (さらけだされた真実の顔)                                                                         | 23 czerwca 2003      |
| 117 | Vanished in a River of Flames He Vanished in a River of Flames // Honō no Kawa ni Kieta Aitsu (炎の川に消えたアイツ)                                                                    | 30 czerwca 2003      |
| 118 | Into the Depths of Mt. Hakurei The Depths of Mt. Hakurei // Hakureizan no Oku no Oku (白霊山の奥の奥)                                                                                   | 7 lipca 2003         |
| 119 | Divine Malice of the Saint Divine Malice of the Saint // Kōgōshii Akui no Seijya (神々しい悪意の聖者)                                                                                   | 14 lipca 2003        |
| 120 | Fare Thee Well: Jakotsu’s Requiem Good-bye: Jakotsu’s Requiem // Sayonara Jakotsu no Chinkonka (さよなら蛇骨の鎮魂歌)                                                                   | 28 lipca 2003        |
| 121 | Final Battle: The Last and Strongest of the Band of Seven Decisive Battle! The Last and Strongest of the Shichinintai // Kessen! Saikyō Saigo no Shichinintai (決戦！ 最強最後の七人隊) | 4 sierpnia 2003      |
| 122 | The Power of Banryu! Duel to the Death on Mt. Hakurei Powerful Banryū: Duel to the Death on Mt. Hakurei // Kyōretsu Banryū Hakurei-zan no Shitō (強烈蛮竜 白霊山の死闘)                 | 11 sierpnia 2003     |
| 123 | Behind the Darkness – Naraku Reborn Behind the Darkness – Naraku Reborn // Kurayami no Saki ni Shinsei Naraku (暗闇の先に新生奈落)                                                      | 18 sierpnia 2003     |
| 124 | Farewell Kikyo, My Beloved Farewell Kikyō, My Beloved // Saraba Itoshiki Kikyō yo (さらば愛しき桔梗よ)                                                                                  | 25 sierpnia 2003     |
| 125 | The Darkness in Kagome’s Heart The Darkness in Kagome’s Heart // Kagome no Kokoro no Yami (かごめの心の闇)                                                                              | 1 września 2003      |
| 126 | Transform Heartache into Courage Transform Heartache into Courage // Kokoro no Itami o Yūki ni Kaero (心の痛みを勇気にかえろ)                                                           | 8 września 2003      |
| 127 | Don’t Boil It! The Terrifying Dried-Up Demon Don’t Boil It! The Terrifying Dried-Up Yōkai // Nichadame! Kyōfu no Himono Yōkai (煮ちゃダメ！ 恐怖の干物妖怪)                             | 15 września 2003     |
| 128 | Battle Against the Dried-Up Demons at the Cultural Festival The Dried-Up Yōkai and the Fierce Fighting Cultural Festival // Himono Yōkai to Gekitō Bunkasai (干物妖怪と激闘文化祭)      | 13 października 2003 |
| 129 | Chokyukai and the Abducted Bride Chokyukai to Ryakudatsusareta Hanayome (猪九戒と略奪された花嫁)                                                                                        | 20 października 2003 |
| 130 | Shippo’s New Technique, The Heart Scar! Hoero Shippō Ōgi Kokoro no Kizu (吠えろ七宝奥義 心の傷！)                                                                                       | 27 października 2003 |
| 131 | Trap of The Cursed Wall Hanging Kannon Kakejiku Noroi no Wana (観音掛け軸 呪いの罠) | 3 listopada 2003     |
| 132 | Miroku’s Most Dangerous Confession Miroku Hōshi no Motomo Kikenna Kokuhaku (弥勒法師の最も危険な告白)                                                                                   | 10 listopada 2003    |
| 133 | The Woman Who Loved Sesshomaru część I Sesshōmaru wo Aishita Onna (Zenpen) (犬夜叉スペシャル 殺生丸を愛した女)                                                                          | 24 listopada 2003    |
| 134 | The Woman Who Loved Sesshomaru część II Sesshōmaru wo Aishita Onna (Kōhen) (犬夜叉スペシャル 殺生丸を愛した女)                                                                          | 24 listopada 2003    |
| 135 | The Last Banquet of Miroku’s Master Miroku no Shishō Saigo no Utage (弥勒の師匠最後の宴)                                                                                                | 1 grudnia 2003       |
| 136 | A Strange Invisible Demon Appears! Kaikitōmei Youkai Arawaru Arawaru! (怪奇透明妖怪現る現る！)                                                                                          | 8 grudnia 2003       |
| 137 | An Ancestor Named Kagome Go-senzo-sama no Namae wa Kagome (ご先祖の名はかごめ) | 12 stycznia 2004     |
| 138 | Mountain of Demons: Survival of the Duo Yōkai Sanga Futari no Sabaibaru (妖怪山河ふたりのサバイバル)                                                                                    | 19 stycznia 2004     |
| 139 | The Great Duel at Shoun Falls Syōun no Taki no Dai-Kettō (昇雲の滝の大決闘) | 26 stycznia 2004     |
| 140 | Eternal Love, The Naginata of Kenkon Syouun no Taki no Dai-Kettou (永遠の思い 乾坤の薙刀)                                                                                               | 2 lutego 2004        |
| 141 | Entei, The Demon Horse Unleashed Tokihanatareta Yōba (解き放たれた妖馬炎蹄) | 9 lutego 2004        |
| 142 | Untamed Entei and Horrible Hakudoshi Bōsō Entei to Senritsu no Hakudōshi (暴走炎蹄と戦慄の白童子)                                                                                       | 16 lutego 2004       |
| 143 | 3000 Leagues in Search of Father Chichi o tazune te san senri (父を訪ねて三千里) | 23 lutego 2004       |
| 144 | Hosenki and the Last Shard Hōsenki to Saigo no Kakerai (宝仙鬼と最後のかけら) | 1 marca 2004         |
| 145 | Bizarre Guards at the Border of the Afterlife Anoyo to no Sakai ni Iyouna Momban (あの世との境に異様な門番)                                                                             | 8 marca 2004         |
| 146 | The Fiery Bird Master, Princess Abi Kishōarai Toritsukai Abi-Hime (気性荒い鳥使い 阿毘姫)                                                                                               | 15 marca 2004        |
| 147 | The Tragic Love Song of Destiny część I Meguriau Mae no Unmei Renka (Zenben) (めぐり逢う前の運命恋歌（さだめのこいうた）)                                                               | 19 kwietnia 2004     |
| 148 | The Tragic Love Song of Destiny część II Meguriau Mae no Unmei Renka (Kōhen) (めぐり逢う前の運命恋歌（さだめのこいうた）)                                                               | 19 kwietnia 2004     |
| 149 | The Single Arrow of Chaos Haran wo Yobu Ippon no Ya (波乱を呼ぶ一本の矢) | 26 kwietnia 2004     |
| 150 | The Mysterious Light that Guides the Saint Seija wo Michibiku Hushigina Hikari (聖者を導く不思議な光)                                                                                   | 3 maja 2004          |
| 151 | Kagome’s Instinctive Choice Kagome Honnō no Sentaku (かごめ 本能の選択) | 10 maja 2004         |
| 152 | Protect and Plunder! Mamore Sosite Ubaitore! (守れそして奪い取れ！) | 17 maja 2004         |
| 153 | The Cruel Reunion of Fate Ummei wa Zankoku na Saikai (運命は残酷な再会) | 24 maja 2004         |
| 154 | The Demon Linked with the Netherworld Anoyo to Tsunagaru Yōkai (あの世とつながる妖怪)                                                                                                   | 31 maja 2004         |
| 155 | The Demon Protector of the Sacred Jewel Shard Shikon no Kakera wo Mamoru Oni (四魂のかけらを守る鬼)                                                                                     | 7 czerwca 2004       |
| 156 | Final Battle at the Graveside! Sesshomaru vs. Inuyasha Bozen Kessen! Sesshōmaru vs InuYasha (墓前決戦！ 殺生丸vs犬夜叉)                                                                 | 14 czerwca 2004      |
| 157 | Destroy Naraku with the Adamant Barrage Naraku wo Tsuranuke Kongōsōha (奈落を貫け金剛槍破)                                                                                              | 21 czerwca 2004      |
| 158 | Stampede of the Countless Demon Rats Daibōsō Musū no Yōkai Nezumi (大暴走無数の妖怪ネズミ)                                                                                              | 5 lipca 2004         |
| 159 | Kohaku’s Decision and Sango’s Heart Kohaku no Ketsui to Sango no Kokoro (琥珀の決意と珊瑚の心)                                                                                          | 12 lipca 2004        |
| 160 | The Lucky, Yet Two-Timing Scoundrel Shiawase wo Yobu Hutamata Bōryoku Otoko (幸せを呼ぶフタマタ暴力男)                                                                                  | 26 lipca 2004        |
| 161 | Miroku’s Past Mistake Miroku-hōshi Mukashi no Ayamachi (弥勒法師昔のあやまち) | 2 sierpnia 2004      |
| 162 | Forever with Lord Sesshomaru Sesshōmaru-sama to Eien ni Issho (殺生丸様と永遠に一緒) | 9 sierpnia 2004      |
| 163 | Kohaku, Sango and Kirara: The Secret Flower Garden Kohaku Sango Kirara: Himitsu no Hanazono (琥珀珊瑚雲母 秘密の花園)                                                                   | 23 sierpnia 2004     |
| 164 | Possessed by a Parasite: Shippo, Our Worst Enemy! Saikyō no Teki, Yadori Sanagi Shippō (最強の敵 宿り蛹七宝)                                                                            | 30 sierpnia 2004     |
| 165 | The Ultimate Key to Defeating Naraku Naraku wo Taosu Saidai no Tegakari (奈落を倒す最大の手がかり)                                                                                      | 6 września 2004      |
| 166 | The Bond Between Them, Use the Sacred Jewel Shard! część I Futari no Kizuna – Shikon no Kakera wo Tsukae! Zenpen (二人の絆 四魂のかけらを使え！)                                        | 13 września 2004     |
| 167 | The Bond Between Them, Use the Sacred Jewel Shard! część II Futari no Kizuna – Shikon no Kakera wo Tsukae! Kōhen (二人の絆 四魂のかけらを使え！)                                        | 13 września 2004     |

## Inuyasha: Kanketsu-hen
| #        | Tytuł                                                     | Premiera w Japonii   |
| -------- | --------------------------------------------------------- | -------------------- |
| 1 (168)  | Naraku no shinzō (奈落の心臓)                             | 3 października 2009  |
| 2 (169)  | Kagura no kaze (神楽の風)                                 | 10 października 2009 |
| 3 (170)  | Meidō zangetsuha (冥道残月破)                             | 17 października 2009 |
| 4 (171)  | Ryūrin no Tessaiga (竜鱗の鉄砕牙)                         | 24 października 2009 |
| 5 (172)  | Yōrei taisei no shiren (妖霊大聖の試練)                   | 31 października 2009 |
| 6 (173)  | Mōryōmaru no saigo (魍魎丸の最期)                         | 7 listopada 2009     |
| 7 (174)  | Azusayama no reibyō (梓山の霊廟)                          | 14 listopada 2009    |
| 8 (175)  | Hoshiboshi Kirameki no Aida ni (星々きらめきの間に)       | 21 listopada 2009    |
| 9 (176)  | Meikai no Sesshōmaru (冥界の殺生丸)                       | 28 listopada 2009    |
| 10 (177) | Kanashimi ni nureru hana (悲しみに濡れる花)               | 5 grudnia 2009       |
| 11 (178) | Kanna no bohyō (神無の墓標)                               | 12 grudnia 2009      |
| 12 (179) | Sango no omoi, miroku no kakugo (珊瑚の想い 弥勒の覚悟)   | 19 grudnia 2009      |
| 13 (180) | Kanzen na meidō (完全な冥道)                              | 26 grudnia 2009      |
| 14 (181) | Naraku no tsuigeki (奈落の追撃)                           | 4 stycznia 2010      |
| 15 (182) | Seitōnaru Keishōsha (正統なる継承者)                      | 11 stycznia 2010     |
| 16 (183) | Hitomiko no kekkai (瞳子の結界)                           | 18 stycznia 2010     |
| 17 (184) | Magatsuhi no janen (曲霊の邪念)                           | 25 stycznia 2010     |
| 18 (185) | Jinsei no ichidaiji (人生の一大事)                        | 1 lutego 2010        |
| 19 (186) | Kōhaku no kakera (琥珀の欠片)                             | 8 lutego 2010        |
| 20 (187) | Shikon no tama ga kansei suru toki (四魂の玉が完成する時) | 15 lutego 2010       |
| 21 (188) | Naraku no tainai e (奈落の体内へ)                         | 22 lutego 2010       |
| 22 (189) | Naraku yami no wana (奈落 闇の罠)                         | 1 marca 2010         |
| 23 (190) | Naraku hikari no wana (奈落 光の罠)                       | 8 marca 2010         |
| 24 (191) | Naraku hakanaki nozomi (奈落 儚き望み)                    | 15 marca 2010        |
| 25 (192) | Todokanu omoi (届かぬ想い)                                | 22 marca 2010        |
| 26 (193) | Ashita e (明日へ)                                         | 29 marca 2010        |